# 노가와 사쿠라
노가와 사쿠라(일본어: 野川 さくら, 1978년 3월 1일 ~ )는 일본의 성우이다. 아이치현 도요하시시 출신이며, 요요기 애니메이션 학원을 졸업했다. 애칭은 사쿠냥(さくにゃん), 사쿠라짱(さくらちゃん) 등이 있다.

## 출연작

### TV 애니메이션
- 굵은 글씨는 주역

2001년
- 시스터 프린세스(노란 모자의 소녀)
- 천사의 꼬리(잉꼬 츠바사)
- SAMURAI GIRL 리얼바웃 하이스쿨(오니즈카 미유키)

2002년
- 유희왕 듀얼몬스터즈(어린 이시즈)
- 아즈망가 대왕(카오리/카오링, 유카)
- 피타텐(미타라이 카오루)
- 하품요정 아쿠비(네무타 코론)

2003년
- 나루에의 세계(마포소녀 4호쨩/다이토 마나카)
- 울트라 매니악(니나의 컴퓨터)
- 천사의 꼬리 Chu!(잉꼬 츠바사)
- D.C 다카포(아사쿠라 네무)

2004년
- 로젠메이든(히나이치고)
- 마이히메(무나가타 시호)
- 빛과 물의 다프네(다카기 츠카사)
- 파이널 어프로치(마스다 시즈카)

2005년
- 로젠메이든 트로이멘트(히나이치고)
- D.C 다카포 Second Season(아사쿠라 네무)

2006년
- 러브돌~Lovely Idol~(사카키 미즈키, 아리스카와 유이)
- 빙쵸탄(쿠누키탄)
- 소녀는 언니를 사랑하고 있다(타카네 미치코)
- 마지카노(마미야 아유미)
- HANOKA~하노카~(하노카)
- RAY THE ANIMATION(카스가노 레이)
- 지켜줘 롤리팝(록카)

2007년
- 세토의 신부(에도마에 루나)
- 키미키스 pure rouge(아이하라 나나)

2008년
- 스트라이크 위치즈(에리카 하르트만)

2009년
- 슬램업 파티 아라드 전기 - 던전 앤 파이터 애니메이션(륜메이 란카 - 던전 앤 파이터 격투가)

### OVA
2002년
- 게이트 키퍼즈21(타치카와 사토카)
- 아케이드 게이머 후부키(사쿠라가사키 후부키)
- 코스프레 COMPLEX(하세가와 챠코)

2004년
- 푸른바다의 트리스티아(네네 함프덴)

2006년
- 로젠메이든 오베르튜레(히나이치고)
- Memories Off #5 끊어진 필름 THE ANIMATION(히나 아스카)

### 극장판
2001년
- 아즈망가 대왕 극장판(카오리/카오링)

### 특촬
- Kawaii! JeNny(제니)

### 실사
- 쥬카이-JUKAI-

### 게임
2002년
- 아즈망가 돈쟈라 대왕 (카오린)
- 비스트로 큐피트 (민트 하이비스커스)
- 푸른 바다의 트리스티아 (네네 함프덴)

2003년
- SAKURA ~설월화~ (츠키시마 마도카)
- D.C.P.S. ~다카포 플러스 시큐에이션 (아사쿠라 네무)

2004년
- 텐타마2wins (사나다 스미나)
- 로젠 메이든 두엘발차 (히나이치고)

2005년
- 푸른 바다의 트리스티아 ~나노카 프랑카 발명 공방기~ PS2판 (네네 함프덴)
- BALDR FORCE EXE PS2판 (미즈사카 렌)
- 쇼콜라 ~maid cafe "curio"~ PS2판 (마나이 미사토)
- 프린세스 콘체르트 (르네)
- Memories Off #5 끊어진 필름 (히나 아스카)
- 푸른 바다의 트리스티아 두근두근 어드벤처 EffectiveE (네네 함프덴)
- D.C. Four Seasons ~다카포~ 포 시즌즈 (아사쿠라 네무)

2006년
- 알트네리코 세계의 끝에서 노래하는 소녀 (미샤 알트셀크 륜, 메이메이)
- 로젠 메이든 게베트갈텐 (히나이치고)
- 트루 티어즈 (사쿠라가와 이오)
- 키미키스 (아이하라 네네)
- 마나케미아 ~학원의 연금술사들~ (피로멜 알퉁)
- 파르페 ~쇼콜라 second brew~ PS2판 (카토리 레아)
- Strawberry Panic! (아쿠와카 츠보미)
- 마이-乙HiME 소녀 무투사!! (시호 유잇)
- 서몬 나이트4 (미르리프)

2007년
- 리즈의 아틀리에 ~오르돌의 연금술사~ (리제트 란델(리즈))
- Memories Off #5 encore (히나 아스카)
- 드래고니어즈 아리아 용이 잠들 때까지 (울리카 에크룬드)
- 알트네리코2 세계에 울리는 소녀들의 창조시 (겐고로, 네네샤, 미샤 알트셀크 륜)

2008년
- 두근두근 마녀신판2 (리즈미 네온)

## 음반
- 앨범

| 제목(원어)                 | 제목(풀이)         | 발매일          |
| -------------------------- | ------------------ | --------------- |
| 「SAITA」                  |                    | 2003년 2월 5일  |
| 「U·La·Ra」                |                    | 2004년 3월 1일  |
| 「PoTeChi」                |                    | 2005년 3월 24일 |
| 「てのひらのなかのルピカ」 | 손바닥 안의 루피카 | 2006년 4월 12일 |
| 「風色恋譜」               | 풍색연보           | 2007년 8월 1일  |

- 싱글

| 제목(원어)                             | 제목(풀이)                      | 발매일           |
| -------------------------------------- | ------------------------------- | ---------------- |
| 「そよ風のロンド」                     | 산들바람의 론도                 | 2001년 8월 1일   |
| 「ハートのパズル」                     | 하트의 퍼즐                     | 2002년 1월 26일  |
| 「星の降る丘」                         | 별이 내리는 언덕                | 2002년 8월 7일   |
| 「SAKURAマジック～しあわせになろう～」 | SAKURA매직~행복해지자~          | 2003년 7월 24일  |
| 「君色パレット」                       | 당신 색의 파레트                | 2004년 10월 27일 |
| 「Joyeux noël～聖なる夜の贈りもの～」  | Joyeux noël~성스러운 밤의 선물~ | 2004년 12월 21일 |
| 「もっっと！」                         | 좀 더!                          | 2006년 1월 25일  |
| 「Dual Love on the planet～葉の香～」  |                                 | 2006년 10월 4일  |